# Bryce Canyon Lodge
Pour les articles homonymes, voir Bryce.
Le Bryce Canyon Lodge est un lodge situé dans le parc national de Bryce Canyon dans l'Utah aux États-Unis. Ce lieu de villégiature a été construit entre 1924 et 1925 dans le style rustique du National Park Service en vue d'accueillir les premiers touristes dans la région qui devint parc national en 1928.
Imaginé par l'architecte Gilbert Stanley Underwood, le lodge est un exemple typique de l'architecture rustique employée dans les parcs du National Park Service. L'architecture de la toiture donne une impression de mouvement par la présence d'ondulations en forme de vagues. Cette particularité est aussi bien visible dans le bâtiment principal que dans les annexes secondaires. L'ensemble des bâtiments du lodge ont été promus National Historic Landmark le 28 mai 1987 sous le nom de Bryce Canyon Lodge and Deluxe Cabins,,.
Bryce Canyon Lodge est géré par la société privée Xanterra Parks and Resorts qui a remporté le contrat de gestion proposé par le National Park Service.